# Evan Sloan Weinstein
Evan Sloan Weinstein (* 30. August 1988 in New York City, New York) ist ein US-amerikanischer Schauspieler, Fernsehmoderator und Synchronsprecher.

## Leben
Sloan wurde am 30. August 1988 in New York City als Sohn von Irene und Richard geboren. Er wuchs mit zwei älteren Brüdern im US-Bundesstaat New Jersey auf. Er studierte an der Fairleigh Dickinson University, brach sein Studium 2010 allerdings ab, um nach Los Angeles zu ziehen und dort als Schauspieler zu arbeiten. Er war das Körperdouble des Schauspielers Seth Rogen in Syfy-Produktionen. Erste Rollen übernahm er ab 2008 in einer Reihe von Kurzfilmen. 2010 hatte er eine Nebenrolle im Spielfilm I Out of Focus. 2015 übernahm er in der Pilotfolge zur Serie Fear the Walking Dead die Rolle eines Schauspiellehrers. Eine größere Rolle hatte er 2016 im Katastrophenfernsehfilm Final Impact – Die Vernichtung der Erde mit der Rolle des Jasper inne. Von 2017 bis 2018 moderierte er insgesamt 30 Ausgaben der Sendung Spotlight Live. 2018 übernahm er die Rolle des dubiosen Geschäftsmannes Tim Parker im Abenteuerfernsehfilm Tomb Invader, einem Mockbuster zum Film Tomb Raider aus demselben Jahr. Im selben Jahr mimte er Qui Qui Quay in der Fernsehserie Stop the Bleeding!. 2020 spielte er die titelgebende Hauptrolle des Bob Wick, der als Cousin von John Wick bezeichnet wird. 2021 hatte er eine Episodenrolle in der Fernsehserie S.W.A.T. inne.

## Filmografie (Auswahl)
- 2008: Sour Flower (Kurzfilm)
- 2009: The Last Duel (Kurzfilm)
- 2010: The Risen (Kurzfilm)
- 2010: I Out of Focus
- 2010: I Head (Kurzfilm)
- 2013: Desert Games (Kurzfilm)
- 2013: Wappo vs. The World (Kurzfilm)
- 2014: #Besties (Fernsehserie, Episode 1x05)
- 2014: Teen Titans Project (Miniserie)
- 2014: Smart and Smarter (Kurzfilm)
- 2015: Fear the Walking Dead (Fernsehserie, Episode 1x01)
- 2015: Lights
- 2016: Spaghettiman
- 2016: Final Impact – Die Vernichtung der Erde (Earthtastrophe, Fernsehfilm)
- 2016: Neem's Themes (Fernsehserie, 2 Episoden)
- 2016: Nightmare Time (Fernsehfilm)
- 2017: Shockwave
- 2017: #Captured
- 2017: Photographic Memory (Kurzfilm)
- 2017: Elsewhere
- 2018: The White Shoes (Kurzfilm)
- 2018: Tomb Invader (Fernsehfilm)
- 2018: Chicks, Man
- 2018: ALT + <3 (Kurzfilm)
- 2018: Hurricane Joli (Kurzfilm)
- 2018: Stop the Bleeding! (Fernsehserie, 10 Episoden)
- 2018: Extra Fire Sauce (Miniserie)
- 2019: Say It with Your Vest (Kurzfilm)
- 2019: Killer Bae (Miniserie)
- 2020: Bob Wick (Kurzfilm)
- 2020: Escape: Puzzle of Fear
- 2020: Snuff (Kurzfilm)
- 2020: Killer Audition (Kurzfilm)
- 2021: S.W.A.T. (Fernsehserie, Episode 5x04)
- 2021: True North (Kurzfilm)
- 2022: Who Killed Tommy Chilton? (Kurzfilm)